# Euproctidion striata
Euproctidion striata är en fjärilsart som beskrevs av Collenette 1931. Euproctidion striata ingår i släktet Euproctidion och familjen tofsspinnare. Inga underarter finns listade i Catalogue of Life.